# 히스파니올라큰깔때기귀박쥐
히스파니올라큰깔때기귀박쥐(Natalus major)는 깔때기귀박쥐과 깔때기귀박쥐속(Natalus)에 속하는 박쥐의 일종이다. 히스파니올라섬에서 발견된다. 1902년 처음 기술되었으며, 일부 저자는 여러 아종을 기술하는 등 다양한 분류 역사를 갖고 있다. 현재는 쿠바큰깔때기귀박쥐(Natalus primus)와 자메이카큰깔때기귀박쥐(Natalus jamaicensis)를 별도의 종으로 분류하며, 일부는 히스파니올라큰깔때기귀박쥐를 멕시코깔때기귀박쥐(Natalus stramineus)의 아종으로 간주하기도 한다. 주로 동굴에서 생활하며, 먹이는 곤충이다.

## 분류
히스파니올라큰깔때기귀박쥐는 1902년 밀러(Gerrit Miller)가 Natulus major라는 학명으로 처음 기술했다.